# Baltimore Colts 1981
La stagione 1981 dei Baltimore Colts è stata la 29ª della franchigia nella National Football League. Guidati dall'allenatore al secondo anno Mike McCormack, i Colts conclusero con un record di 2 vittorie e 14 sconfitte, al quarto posto della AFC East. La squadra stabilì i record NFL negativi per punti subiti (533) e yard concesse (6.793), il secondo dei quali fu superato dai New Orleans Saints del 2012.

## Roster
| Roster dei Baltimore Colts nel 1981 |
| --- |
| Quarterback - 7 Bert Jones - 11 Greg Landry Running Back - 27 Curtis Dickey - 31 Zachary Dixon - 23 Don McCauley - 32 Randy McMillan FB Wide Receiver - 80 Ray Butler - 84 Randy Burke - 81 Roger Carr - 87 Brian DeRoo - 85 David Shula - 21 Kevin Williams Tight End - 86 Reese McCall - 83 Tim Sherwin Offensive Linemen - 53 Ray Donaldson C - 78 Tim Foley T - 66 Chris Foote C - 69 Wade Griffin T - 68 Jeff Hart T - 62 Ken Huff G - 65 Jimmy Moore G - 61 Robert Pratt G - 79 Randy Van Divier T Defensive Linemen - 91 Bubba Green DT - 88 Herb Orvis DT - 71 Mike Ozdowski DE - 90 Hosea Taylor DE - 99 Donnell Thompson DE - 92 Daryl Wilkerson DE Linebacker - 50 Joe Federspiel - 57 Dallas Hickman - 51 Ricky Jones - 55 Barry Krauss MLB - 54 Sanders Shiver - 52 Ed Smith - 59 Mike Woods OLB Defensive Back - 26 Kim Anderson FS - 47 Larry Braziel CB - 25 Nesby Glasgow CB/FS - 42 Derrick Hatchett CB - 40 Bruce Laird SS - 37 Reggie Pinkney SS Special Team - 9 Mike Garrett P - 16 Mike Wood K Lista delle riserve - 56 Ed Simonini MLB (IR) |
| Legenda - I rookie sono in corsivo. - Il primo ruolo è il principale mentre gli eventuali successivi indicano i ruoli secondari. - (IR) sta per Injured Reserve ed indica la lista ristretta per un solo giocatore infortunato che può tornare ad allenarsi dopo la settimana 6 e a rientrare in prima squadra dopo che questa ha giocato 8 partite. - (NF-Inj.) / (NF-Ill.) stanno rispettivamente per Non-Football Injured e Non-Football Illness ed indicano le liste dove viene inserito un giocatore che ha un infortunio o una malattia non dipendente dal football americano. - (PUP) sta per Physically Unable to Perform ed indica la lista dove viene inserito un giocatore mentre è in attesa di recuperare la condizione fisica. Nella stagione regolare dopo la sesta partita giocata dalla propria squadra, il giocatore ha tempo tre settimane per riprendere ad allenarsi, più tre settimane aggiuntive dal suo rientro agli allenamenti per rientrare in prima squadra.                                                                            |

Fonte:

## Calendario
| Stagione regolare |                   |                         |           |        |                   |          |
| Turno             | Data              | Avversario              | Rosiltato | Record | Stadio            | Pubblico |
| 1                 | 6 settembre 1981  | at New England Patriots | V 29–28   | 1–0    | Schaefer Stadium  | 49,572   |
| 2                 | 13 settembre 1981 | Buffalo Bills           | S 3–35    | 1-1-0  | Memorial Stadium  | 44,950   |
| 3                 | 20 settembre 1981 | at Denver Broncos       | S 10–28   | 1-2-0  | Mile High Stadium | 74,804   |
| 4                 | 27 settembre 1981 | Miami Dolphins          | S 28-31   | 1-3-0  | Memorial Stadium  | 41,630   |
| 5                 | 4 ottobre 1981    | at Buffalo Bills        | S 17–23   | 1-4-0  | Rich Stadium      | 77,811   |
| 6                 | 11 ottobre 1981   | Cincinnati Bengals      | S 19–41   | 1-5-0  | Memorial Stadium  | 33,060   |
| 7                 | 18 ottobre 1981   | San Diego Chargers      | S 14–43   | 1-6-0  | Memorial Stadium  | 41,921   |
| 8                 | 25 ottobre 1981   | at Cleveland Browns     | S 28–42   | 1-7-0  | Cleveland Stadium | 78,986   |
| 9                 | 1º novembre 1981  | at Miami Dolphins       | S 10–27   | 1-8-0  | Miami Orange Bowl | 46,061   |
| 10                | 8 novembre 1981   | New York Jets           | S 14–41   | 1-9-0  | Memorial Stadium  | 31,521   |
| 11                | 15 novembre 1981  | at Philadelphia Eagles  | S 13–38   | 1-10-0 | Veterans Stadium  | 68,618   |
| 12                | 22 novembre 1981  | St. Louis Cardinals     | S 24–35   | 1-11-0 | Memorial Stadium  | 24,784   |
| 13                | 29 novembre 1981  | at New York Jets        | S 0–25    | 1-12-0 | Shea Stadium      | 53,593   |
| 14                | 6 dicembre 1981   | Dallas Cowboys          | S 13–37   | 1-13-0 | Memorial Stadium  | 54,871   |
| 15                | 13 novembre 1981  | at Washington Redskins  | S 14-38   | 1-14-0 | RFK Stadium       | 46,706   |
| 16                | 20 dicembre 1981  | New England Patriots    | V 23–21   | 2-14-0 | Memorial Stadium  | 17,073   |

## Classifiche
| AFC East             |    |    |   |      |       |       |     |     |     |
|                      | V  | S  | P | %    | CONF  | DIV   | PF  | PS  | STR |
| Miami Dolphins(2)    | 11 | 4  | 1 | .719 | 5–2–1 | 8–3–1 | 345 | 275 | V4  |
| New York Jets(4)     | 10 | 5  | 1 | .656 | 6–1–1 | 8–5–1 | 355 | 287 | V2  |
| Buffalo Bills(5)     | 10 | 6  | 0 | .625 | 6–2   | 9–3   | 311 | 276 | S1  |
| Baltimore Colts      | 2  | 14 | 0 | .125 | 2–6   | 2–10  | 259 | 533 | V1  |
| New England Patriots | 2  | 14 | 0 | .125 | 0–8   | 2–10  | 322 | 370 | S9  |